# Cryphia mizbilensis
Cryphia mizbilensis là một loài bướm đêm trong họ Noctuidae.